# Motortorpedoboot (Großbritannien)

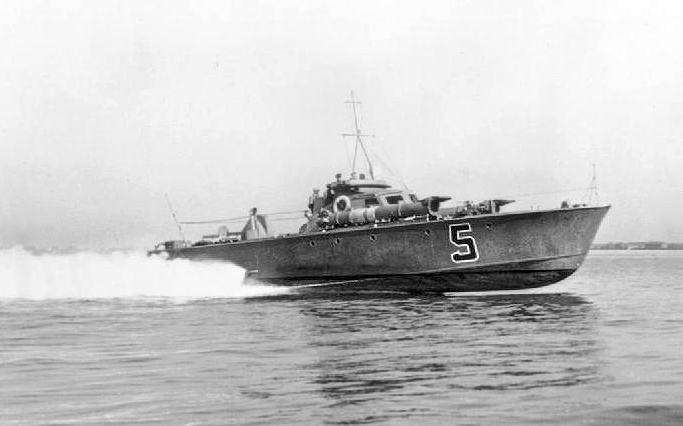
MTB 5, ein frühes 60-ft-Boot von British Power Boat

Die britischen Motortorpedoboote (englisch Motor Torpedo Boat) wurden unter dem Akronym MTB bekannt.
Es waren größtenteils hölzerne Schnellboote von rund 20 bis 24 m Länge und 40 bis 50 t Verdrängung, die – was sie von den klassischen, dampfgetriebenen Torpedobooten unterscheidet – von Verbrennungsmotoren (mit wenigen Ausnahmen Benzinmotoren) angetrieben wurden. Überwiegend als Gleitboote ausgelegt, konnten sie bei ruhiger See zum Teil Geschwindigkeiten von weit über 40 Knoten (kn) (>74 km/h) erreichen. Die Bewaffnung bestand aus bis zu vier Torpedos, Maschinengewehren (MG) und teilweise Maschinenkanonen.
Die ersten Motortorpedoboote setzte Großbritannien bereits im Ersten Weltkrieg unter der Bezeichnung CMB ein, gab das Konzept zwischen den Weltkriegen aber wieder auf. Während des Zweiten Weltkriegs kamen dann über 400 MTB in verschiedenen Ausführungen um die britischen Inseln und im Mittelmeer zum Einsatz. Sie standen auch Pate bei der Entwicklung der US-amerikanischen sogenannten PT-Boote, deren Produktionszahl während des Krieges noch höher war. Nach dem Krieg wurde die Anzahl der MTB drastisch reduziert und in den 1950er Jahren nur noch etwa 35 Boote neu gebaut. Ende der 1960er löste die Royal Navy dann die letzten MTB-Flottillen auf.

## Bezeichnung
Die Royal Navy entwickelte Schnellboote im Ersten Weltkrieg unter der Bezeichnung Coastal Motor Boat (englisch für „Küstenmotorboot“) abgekürzt CMB, schaffte diese aber nach dem Krieg wieder ab. Erst mit der Wiederaufnahme des Schnellbootkonzepts ab 1932 wurde für Boote mit Torpedos und nur schwacher sekundärer Bewaffnung die Bezeichnung als Motor Torpedo Boats oder MTB eingeführt und diese von den Motor Gun Boats (englisch für „Motorkanonenboote“) oder MGB mit Artilleriebewaffnung, aber ohne Torpedos, unterschieden. Ebenfalls als MTB bezeichnen z. B. die kanadische, norwegische und US-Marine vergleichbare Boote.

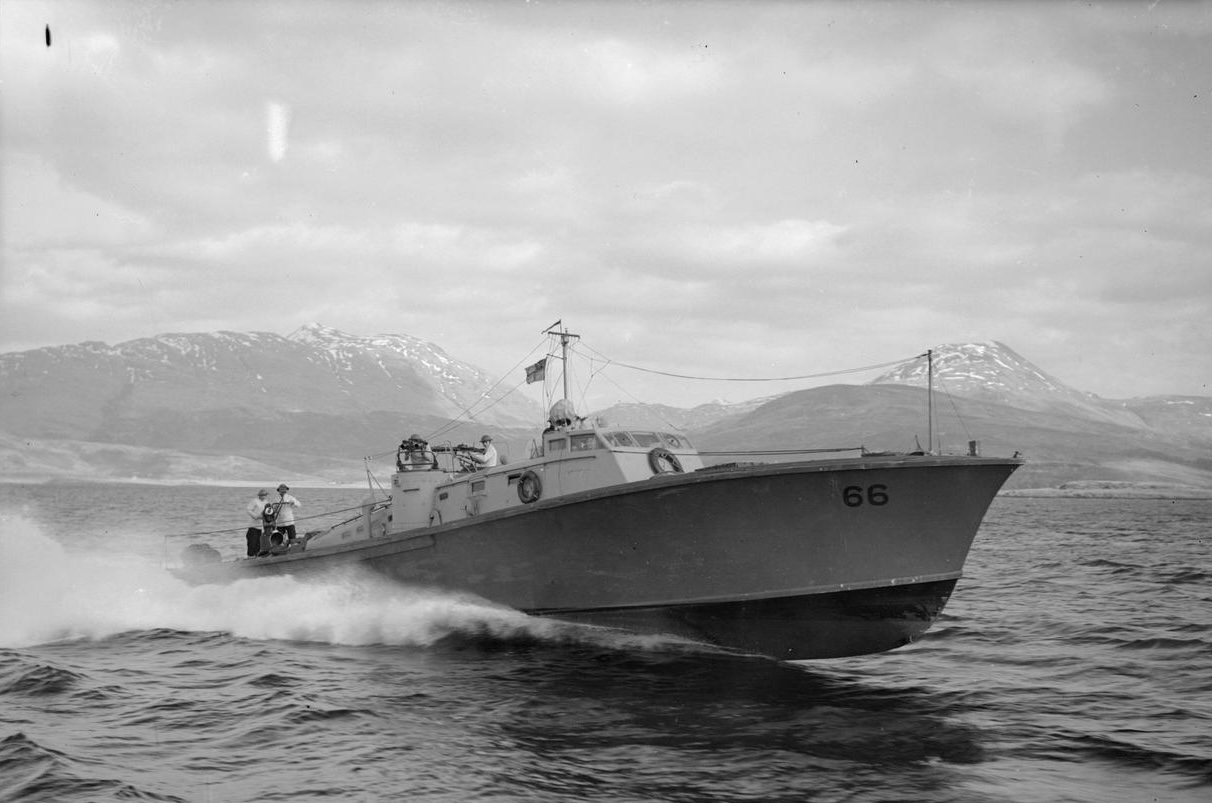
Ein MGB, der gleiche Rumpf wurde auch für MTB verwendet

Innerhalb dieser Typklassen war die Einteilung uneinheitlich, außerdem wechselten Boote auch durch Umrüstung die Zuordnung und mit den „Fairmile-Booten“ (s. u.) entstand eine Mischform, die fast willkürlich zugeordnet wurde. Da man vor dem Zweiten Weltkrieg den kleinen Booten vor allem eine Aufgabe in der Sicherung der Küsten zudachte, erhielten alle Boote eine Kennung mit dem Buchstaben P für Patrol.
Die MTB erhielten keine Namen, sondern fortlaufende Nummern, im Wesentlichen von P1 bis P539. Dabei wurden die Nummern aber den verschiedenen Herstellern jeweils für eine projektierte Anzahl von Booten zugewiesen, die zum Teil parallel abgearbeitet wurden, von denen aber auch ganze Nummernfolgen nie benutzt wurden. Darum ergibt die Nummerierung keine Chronologie.
Am weitesten verbreitet ist die Einteilung nach Länge und Hersteller der Boote. Dazu kamen zum Teil Versionsangaben etwa in Form von 72 Foot Vosper Type I oder 72 Foot British Power Boat Mark V. Die Längenangabe in Fuß (ft) ist dabei oft gerundet. Die genaue Ausstattung mit Motoren und Waffen hing dann vom Fertigungszeitpunkt ab. Insgesamt ergibt sich daraus eine Vielfalt von Varianten.
Die Nachkriegsklassen waren von vornherein als Vielzweckfahrzeuge konzipiert und dazu ausgelegt auch als MGB, aber auch als schnelle Minenleger oder U-Jäger umgerüstet und eingesetzt werden zu können, so dass die Bezeichnung als MTB nicht mehr eindeutig möglich ist.

## Geschichte

### Entwicklung

#### Hersteller
Die Entwicklung der britischen Schnellboote wurde im Wesentlichen von drei Herstellern getragen, aber viele andere Werften, auch in Kanada und den USA, fungierten als Zulieferer von Teilaufträgen oder fertigten für diese in Lizenz.
Im Ersten Weltkrieg war der einzige Produzent John I. Thornycroft & Company Limited. Obwohl die Werft die Produktion in der Zwischenkriegsphase für den Export fortsetzte, verpasste sie die Entwicklung neuer Bootskonzepte und war im Zweiten Weltkrieg nur noch in geringem Umfang beteiligt. Das Unternehmen Thornycroft baute während des Ersten Weltkriegs CMB für die Royal Navy mit 40 und 55 ft (ft) Länge, sowie später MTB mit 72 und 75 ft Länge.

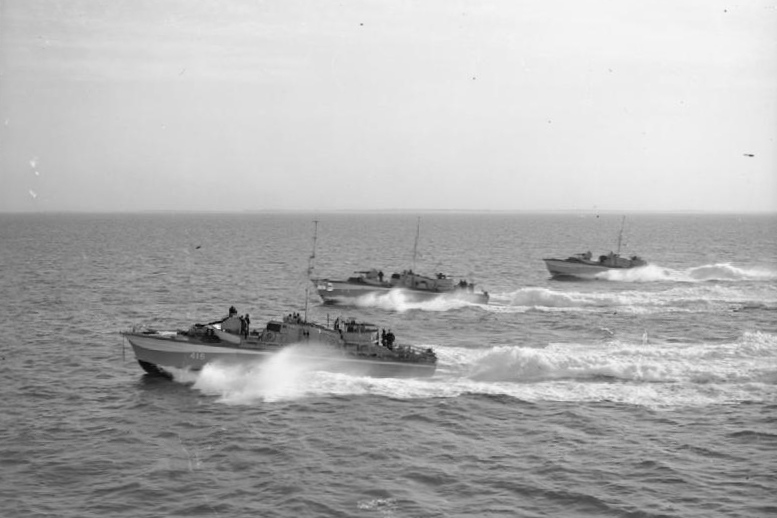
Drei 72 ft British Power Boat MTB 1944 auf Schnellboot-Abwehrpatrouille

Die British Power Boat Company (BPB) setzte die ersten Impulse in der Neubelebung des Schnellbootdesigns vor Beginn des Zweiten Weltkrieges, fiel dann aber anscheinend aufgrund persönlicher Differenzen zwischen Entscheidungsträgern in der Werft und der Admiralität in der Bedeutung als MTB-Produzent zurück. Allerdings war die Werft noch stärker an der Produktion von MGB beteiligt. BPB baute vor dem Krieg Boote von 60 ft und während des Krieges nur noch solche mit 72 ft Länge.
Vosper & Company trat als letzte der drei Firmen in das Rennen um Aufträge ein, wurde dann aber der Hauptlieferant für Motortorpedoboote und lieferte schließlich über zwei Drittel aller Boote. Nach dem Zweiten Weltkrieg verblieb Vosper als einziger Lieferant. Im Jahre 1966 erfolgte der Zusammenschluss mit Thornycroft, allerdings zu einer Zeit als das MTB-Konzept schon nicht mehr verfolgt wurde. Vosper baute Boote mit 60, 70, 72 und 73 ft Länge.
Weiterer Hersteller war die Fairmile Marine Company, die im Schnellbootbau zunächst als Subunternehmer von Vosper aktiv auftrat. Fairmile produzierte selbstständig vor allem Küstenschutzboote, brachte dann aber als Eigenentwurf die sogenannten „Fairmile 'D'“ Boote heraus, die überwiegend als MGB klassifiziert wurden. Einige vergleichbare Boote produzierte auch Camper & Nicholson. Außerdem kamen in geringer Stückzahl Boote nach Eigenentwürfen von J. S. White sowie Prototypen anderer Werften zum Einsatz. Die Boote (PT-Boote), die von der US-Navy überlassen wurden, stammten von den Herstellern Electric Launch Company (Elco) und Higgins Industries.

#### CMB
Die Entwicklung britischer MTB geht zurück auf das Jahr 1915, als Offiziere einen Plan ausarbeiteten, mit schnellen Motorbooten geringen Tiefgangs deutsche Minensperren zu überfahren, um die deutsche Küstenschifffahrt anzugreifen. Davon ausgehend spezifizierte die Admiralität die Anforderungen dahin gehend, dass die Boote einen 18-inch-Torpedo (≈45,72 cm) tragen und dabei über 30 Knoten (kn) erreichen sollten. Da geplant war, die Boote in den Davits von leichten Kreuzern an ihren Einsatzort zu bringen, sollten sie nicht schwerer als 4,5 tons und nicht länger als 40 ft (≈12,2 m) sein.
Die auch für den Bau luxuriöser Motoryachten bekannte Thornycroft-Werft erhielt den Zuschlag für zunächst sechs Boote. Ab 1916 baute die Werft während des Ersten Weltkrieges insgesamt 66 CMB, wobei ab 1917 eine weiterentwickelte Version von 55 ft (≈16,76 m) Länge mit zwei Torpedos zum Einsatz kam. Zu dieser Zeit hatte sich der Plan, die Boote als Beiboote von Kreuzern mitzuführen, schon als unpraktikabel erwiesen.
Nach dem Krieg wurden zunächst noch einzelne größere Boote zu Erprobungszwecken beschafft, dann verfolgte die britische Admiralität das Konzept nicht weiter und veräußerte die noch vorhandenen Boote an andere Länder oder stellte sie außer Dienst.
Die Herstellerfirma Thornycroft produzierte weiterhin für ausländische Marinen Boote auf Grundlage des 55-ft-Modells, so dass zu Beginn des Zweiten Weltkrieges mehrere fertiggestellte CMB verfügbar waren oder sich in Produktion befanden und von der Royal Navy übernommen werden konnten. Diese erwiesen sich aber schnell als überholt und die Produktion lief zugunsten modernerer Typen bis 1942 aus.

#### MTB
Erst 1932 nahm die britische Admiralität die Schnellbootidee wieder auf und erteilte 1935 einen Auftrag für zunächst eine sogenannte Flottille mit sechs Booten an die British Power Boat Company, nun unter der Bezeichnung MTB. Bei Beginn des Zweiten Weltkriegs besaß die britische Marine drei Flottillen mit jeweils sechs dieser Boote.
Diese ersten Boote waren mit zwei 18-inch-Torpedos sowie zwei 0,303-inch-Maschinengewehren aus dem Ersten Weltkrieg bewaffnet.

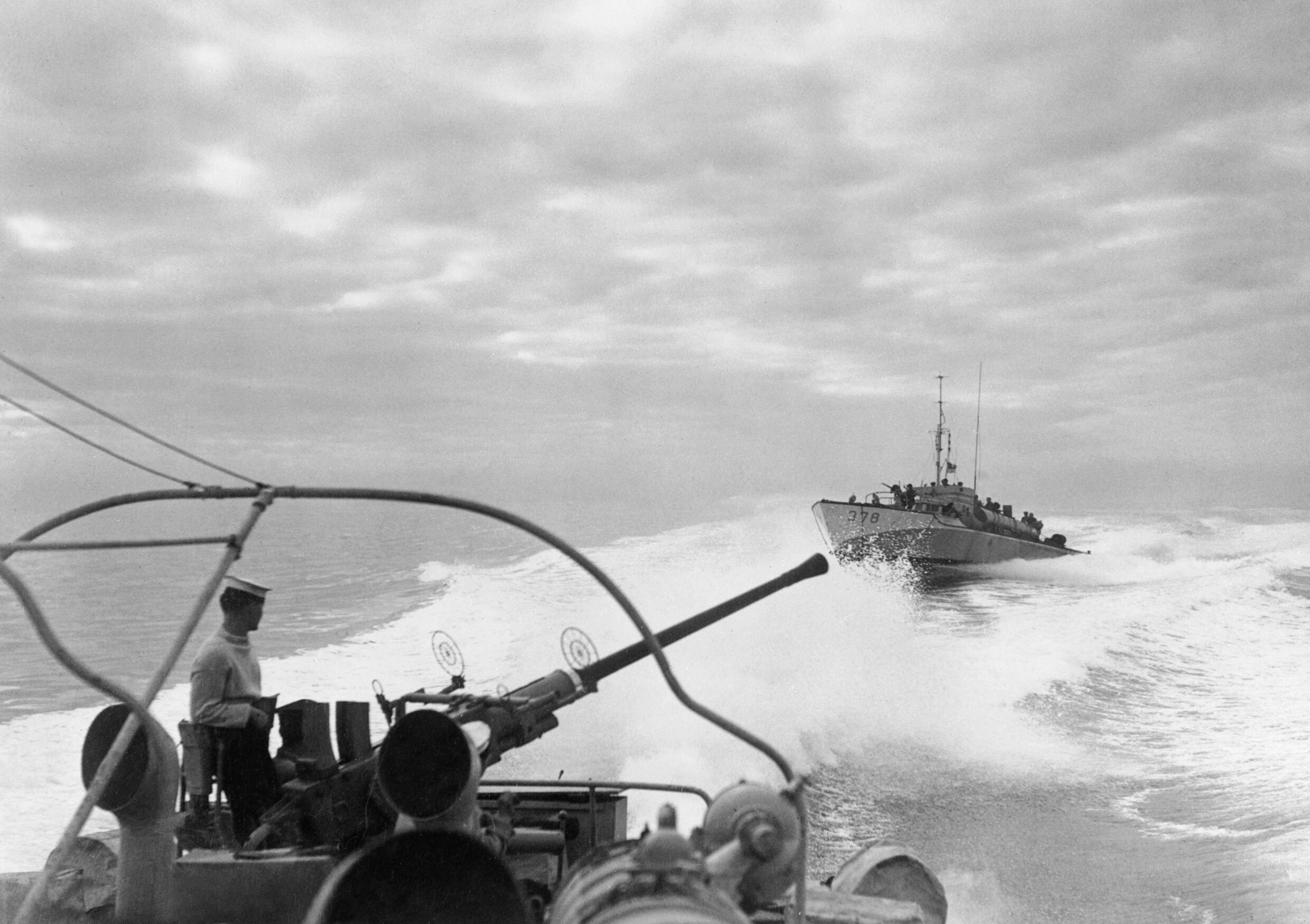
Im Mittelmeereinsatz. Ein in Lizenz in den USA gefertigtes 72-ft-6-inch-Vosper-Boot folgt einem 78-ft-Boot von Higgins (ehemaliges PT-Boot) in Kiellinie

Bis zum Ende des Zweiten Weltkrieges wurden etwa 450 Boote gebaut, die auf allen Kriegsschauplätzen zum Einsatz kamen. Allerdings sind in dieser Zahl auch 12 Experimentalboote eingeschlossen, die nie in den Kampfeinsatz kamen und einige Boote, die anderen Verwendungen zugeführt wurden, wie die acht untermotorisierten 75-ft-(≈22,86-m)-Boote von Thornycroft, die nach kurzer Zeit als Zielschleppboote eingesetzt wurden. Etwa 60 Boote gaben die Briten auch an andere Marinen ab. Im Gegenzug stellte die Royal Navy 21 Boote aus US-Produktion in Dienst, die im Rahmen des Lend-Lease-Programms von den USA gestellt wurden.
Nach Querelen des Chefkonstrukteurs von BPB mit der Admiralität stieg Vosper zum Hauptlieferanten von Schnellbooten für die Royal Navy auf. Der am weitesten verbreitete Typ war schließlich das 72-ft-(≈22-m)-Vosper-Boot. Der Konstrukteur von BPB Hubert Scott-Payne verließ England und beteiligte sich an der Entwicklung der US-PT-Boote vor allem in Zusammenarbeit mit Elco.

#### MGB/MTB

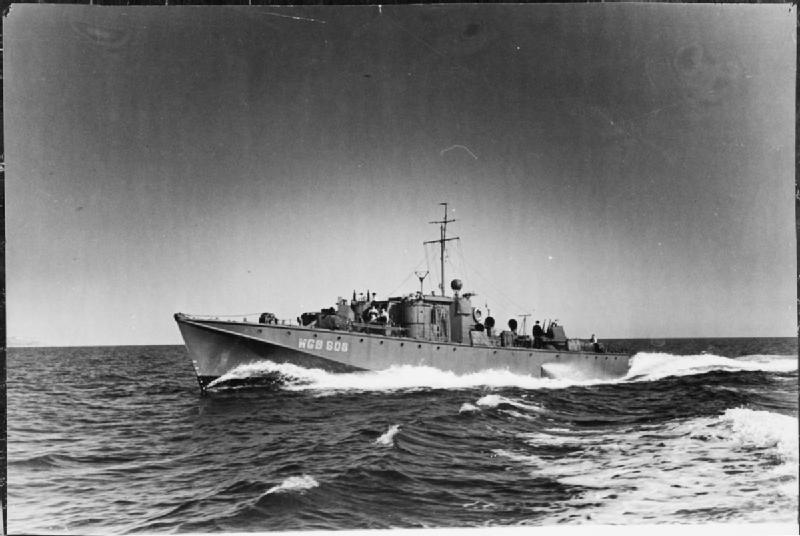
Fairmile-D-Boot in der MGB-Konfiguration

Speziell um der Bedrohung durch deutsche Schnellboote zu begegnen, entwickelte man einen Bootstyp, der sich der üblichen Klassifizierung entzog und darum in den Aufstellungen uneinheitlich aufgeführt ist. Diese Boote nehmen eine Sonderstellung unter den MTB ein und werden darum an dieser Stelle gesondert auch mit ihren technischen Details dargestellt.
Ab 1942 wurden unter Führung der Fairmile Marine Company über 200 sogenannte Fairmile-D-Boote mit 115 ft (≈35 m) Länge und etwa 100 tons Verdrängung produziert, die eine Weiterentwicklung der von Fairmile in großer Zahl gebauten Küstenschutzboote (Motor Launch) darstellten. Sie sollten die Anforderungen von MGB und MTB gleichzeitig erfüllen. Zwei Drittel der Boote rechnete man zu den MGB, zum Teil wurden die Boote aber auch gar keiner der Klassen mehr zugeordnet und als MGB/MTB geführt. Außerdem werden Boote doppelt aufgeführt, da sie nach Umrüstungen umklassifiziert wurden. Inoffiziell nannte man sie „Dog Boats“. Die Boote trugen Kennungen von P600 bis P800 und einige P5000er Nummern.
Die Boote waren Rundspantboote und relativ unempfindlich gegen raue See. Der Antrieb erfolgte mit vier Packardmotoren (insges. 4800 PS), die auf vier Wellen wirkten. In der schwereren MTB-Ausstattung erreichten die Boote damit nur etwa 27 kn und hatten eine Reichweite von etwa 500 sm bei voller Fahrt und bis zu 2000 sm bei 11 kn. Einige der Boote setzte auch die RAF wegen der großen Reichweite und Wetterunempfindlichkeit ganz oder zeitweise als Langstreckenrettungsboote für abgeschossene Piloten ein.
Schon 1940 baute Camper&Nicholson im Auftrag der türkischen Marine acht Boote von 117 ft Länge und 95 tons Verdrängung, die nach ihrer Fertigstellung von der Royal Navy übernommen wurden. Zu dieser Zeit bestand allerdings noch kein definierter Bedarf an solchen Booten, sie entsprachen aber weitgehend dem, was zwei Jahre später auch von Fairmile entwickelt wurde. Fünf von diesen Booten wurden zu Blockadebrechern mit 45 tons Zuladung umgebaut, die vor allem Kugellager und Maschinenwerkzeuge aus Schweden holten. 1944 erfolgte dann ein Auftrag über weitere zehn Boote, die allerdings vor dem Kriegsende nicht mehr zum Einsatz kamen.
Diese Boote wichen in ihrer Konstruktion wesentlich von den kleineren MTB und MGB ab. Sie waren nicht nur als Rundspantboote, sondern auch in Kompositbauweise mit Stahlspanten ausgeführt. Angetrieben wurden sie von drei Paxman- oder Packardmotoren, die Geschwindigkeiten von 28 bzw. 31 kn ermöglichten.
Die MGB/MTB waren auch in der Verwendung als MTB unterschiedlich bewaffnet mit zwei 21-inch-(≈533-mm) und seltener mit vier 18-inch-Torpedorohren sowie verschiedenen MG und Geschützen. Die artilleristische Bewaffnung bestand meistens aus zwei 6-Pfünder-Geschützen (57 mm) oder einem 6-Pfünder und einem 2-Pfünder (40 mm) Pom-Pom sowie zusätzlichen 20-mm-Oerlikon-Maschinenkanonen und mehreren Maschinengewehren. Außerdem wurden bis zu acht Wasserbomben mitgeführt. Zur Bedienung der Waffen betrug die Besatzung bis zu 30 Mann.

#### Nachkriegsboote

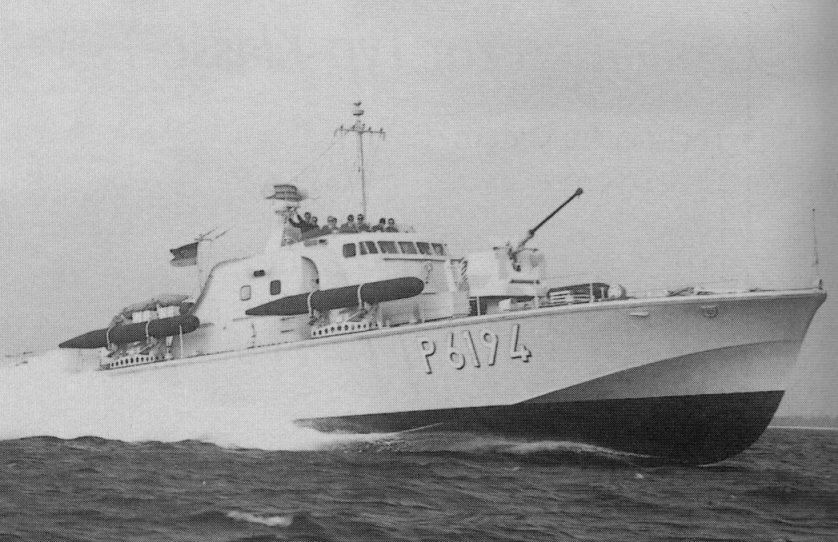
Ein Boot vom Nachkriegstyp Brave Borderer in Erprobung bei der Bundesmarine

Nach dem Krieg stellte die Royal Navy die meisten Schnellboote schnell außer Dienst. Nur der gegen Ende des Krieges in den Einsatz gekommene 73-ft-Vosper-Typ II blieb aktiv.
Die britische Marine experimentierte dann noch bis Mitte der 1960er-Jahre mit anderen Antriebskonzepten wie Delta-Dieselmotoren oder Gasturbinen, gab das MTB-Konzept aber schließlich auf.
Es wurden noch zwei größere Serien von Booten neu in Auftrag gegeben.
Die letzten benzingetriebenen MTB stellten die zwölf Boote der Gay-Klasse dar, die von 1952 bis 1954 vom Stapel liefen. Die Boote blieben bis Mitte der 1960er-Jahre im aktiven Dienst, um zum Teil der Reserve zugeordnet und überwiegend bis zum Anfang der 1970er-Jahre verkauft zu werden.
Die 18 Boote der Dark-Klasse bildeten die letzte echte Klasse von MTB-Einsatzbooten. Sie liefen von 1954 bis 1958 vom Stapel und hatten als einzige Schnellbootklasse der Royal Navy einen Dieselantrieb. Ihre beiden außergewöhnlichen Napier-Deltic-Motoren verliehen ihnen eine Spitzengeschwindigkeit von 47 kn. Daneben gab es noch mehrere Kleinserien und Einzelboote.

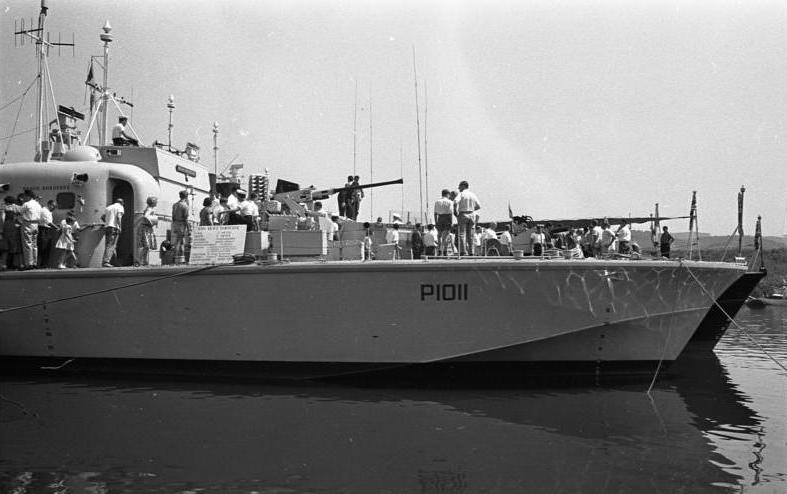
HMS Brave Borderer während einer Rheinreise in Königswinter 1961

Mit den beiden Booten der Brave-Klasse (auch in Deutschland als Vosper-Klasse erprobt) wurden 1958 die letzten Boote mit Torpedobewaffnung beschafft. Ihr Antrieb erfolgte mit zwei Gasturbinen und einem Dieselmotor zum Manövrieren bei geringer Fahrt. Diese Boote galten aber schon nicht mehr als MTB, sondern erhielten die Klassifikation als Fast Patrol Boats und dienten nur noch als Versuchsträger. Als letztes wurde die „HMS Brave Borderer“ nach ihrer Verwendung als Zielschiff 1982 verkauft.

### Einsatz
Die CMB des Ersten Weltkrieges übernahmen vielerlei Aufgaben, wie etwa Aufklärung oder das Legen von künstlichen Nebelschleiern und auch vereinzelt von Minen, blieben aber in Bezug auf Versenkungen relativ erfolglos. Erst nach dem Krieg in den Auseinandersetzungen in der Folge der russischen Revolution machten sie mit der Versenkung des russischen Kreuzers Oleg, des Linienschiffs Petropawlowsk und eines Depotschiffes sowie der schweren Beschädigung des alten Linienschiffes Andreij Perwozwanni bei Angriffen auf den Hafen von Kronstadt auf sich aufmerksam. Diese Erfolge bescherten Thornycroft ausländische Kunden, in Großbritannien wurden die Boote jedoch außer Dienst gestellt.
Zu Beginn des Zweiten Weltkrieges hatte die Royal Navy dann 18 neue Boote von BPB, aber im Gegensatz zu den deutschen Schnellbooten und italienischen MAS kein Einsatzkonzept.
Die MTB waren in sogenannten Flottillen von sechs bis acht Booten zusammengefasst. Eine der Flottillen befand sich in Hongkong und wurde nach dessen Einnahme durch die Japaner selbstversenkt, so dass in Fernost die MTB keine weiteren Einsätze zu verzeichnen haben.
Die ersten Einsätze von MTB auf dem europäischen Schauplatz im Jahre 1940 verliefen verlustreich und wenig effektiv. Boote griffen aus großer Entfernung mit Höchstgeschwindigkeit an, was den Feind durch die lauten Motorengeräusche frühzeitig warnte, außerdem verschossen die Boote ihre Torpedos oft auf große Distanz und verfehlten das Ziel.
Aus diesen Erfahrungen entwickelte man eine Einsatzdoktrin, die das Auflauern und Einsickern in feindliche Konvois zum Ziel hatte. Dazu legten sich die Boote idealerweise bei Dunkelheit in den Weg eines Konvois oder versuchten von hinten mit geringer Fahrt in den Verband einzudringen, da die Beobachtung nach hinten erfahrungsgemäß am schlechtesten war. Erst kurz vor dem Torpedoschuss sollte mit hoher Fahrtstufe die Angriffsposition eingenommen und dann mit Höchstgeschwindigkeit abgelaufen werden. Die optimale Angriffsposition war dabei schräg voraus des angegriffenen Fahrzeugs.
Das Verhalten nach dem Torpedoschuss war individuell verschieden. Viele Bootsführer verbargen sich im Ablaufen hinter einem Schleier künstlichen Nebels, andere zogen die freie Sicht vor, um eventuelle weitere Torpedoangriffe möglich zu machen, oder um im Ablaufen durch fortgesetzten Beschuss mit Maschinenwaffen Verwirrung zu stiften.
Es zeigte sich, dass die Aufteilung in MTB und MGB, die mit ihrer artilleristischen Bewaffnung Sicherungsfahrzeuge angreifen und den Rückzug der MTB decken sollten, oft nicht den realen Einsatzbedingungen entsprach. Auch die MTB mussten sich immer wieder mit gegnerischen Einheiten intensive Feuergefechte liefern. Besonders im Kanaleinsatz kam es häufig zu Konfrontationen mit feindlichen Sicherungskräften und auch deutschen Schnellbooten auf kürzeste Distanz, darum nahm auch die sekundäre Bewaffnung der MTB im Laufe des Krieges ständig zu. Einige Bootsführer statteten ihre Boote in Eigeninitiative sogar mit Handfeuerwaffen und Handgranaten aus.
Die MTB waren im Gegensatz zu den Großkampfschiffen, die oft lange Liegezeiten hatten, fast ständig im Einsatz und hatten häufige Feindberührungen. Dabei handelte es sich aber meist um wenig spektakuläre, wenn auch verlustreiche nächtliche Einsätze gegen die Handelsschifffahrt oder zur Abwehr deutscher Schnellboote.
In die öffentliche Wahrnehmung traten die Einsätze von MTB im Zusammenhang mit dem Durchbruch deutscher Großkampfschiffe durch den Ärmelkanal, beim Angriff auf die Docks von Saint-Nazaire sowie bei der Sicherung der Alliierten Invasionsflotte.
Insgesamt gingen 83 MTB während des Krieges verloren. Aus den Ursachen der Verluste werden die Hauptbedrohungen der Schnellboote erkennbar. Der Kampf mit Überwassereinheiten war mit 18 Fällen (etwa einem Fünftel) die häufigste Ursache, gefolgt von 14 durch Luftangriffe und 10 Minentreffern. Bemerkenswert ist, dass immerhin 9 (gut ein Zehntel) der Verluste durch Kollisionen mit anderen, meist eigenen Schiffen verursacht wurde. Ein Hinweis auf die Anforderungen und Gefahren in enger Verbandsfahrt. Genau so viele Boote (+ mehrere kanadische) gingen bei einem Brand im Hafen von Ostende verloren.

## Besatzung
Die Besatzungsstärke der Boote hing auch von der Anzahl der mitgeführten Waffen ab.
Die kleinen CMB des Ersten Weltkrieges wurden nur von zwei bis drei Mann bedient, die größeren, wie sie ähnlich auch noch im Zweiten Weltkrieg eingesetzt wurden, hatten 5 Mann Besatzung.
Die MTB wurden von 10 bis 15 Mann gefahren. Ein Boot wurde üblicherweise von einem First Lieutenant geführt.
Der Besatzung standen im Vorschiff zwei Aufenthaltsräume mit zum Teil herausklappbaren Kojen zur Verfügung. Diese waren jedoch nicht zum dauernden Bewohnen ausgelegt. Es gab zwar eine Kochgelegenheit mit Petroleumkocher, aber keine vollständigen Sanitäreinrichtungen und kaum Stauraum für persönliche Ausrüstung oder Vorräte, unter Kriegsbedingungen lebten die Besatzungen trotzdem zum Teil wochenlang auf den Booten.
Die hohe Belastung durch Lärm und Vibrationen dieser Boote und ihre Empfindlichkeit auf Seegang wurde als erhebliche Beeinträchtigung für die Arbeit der Besatzungen beschrieben, vor allem auf die psychische Konstitution. Direkte Folge hiervon waren auch Fehlentscheidungen und Einsatzpannen.

## Technik

### Rumpf
Die Boote wurden oft abfällig als „Sperrholzboote“ bezeichnet. Tatsächlich bestanden nur der Brückenaufbau und einige Innenausbauten aus Sperrholz. Der Rumpf war als engmaschiges Rahmenwerk aus hochwertigem Vollholz konstruiert, auf dem die Beplankung in mehreren Lagen erfolgte. Dies machte die Boote leicht und widerstandsfähig. Ein willkommener Nebeneffekt war sicher die Einsparung wertvollen Metalls. Allerdings fehlte bis auf Stahlblechschürzen um den Fahrstand jede Panzerung und die Boote gerieten aufgrund des Benzintreibstoffes durch Beschuss leicht in Brand.
Die Knickspantrümpfe hoben sich bei hoher Fahrtstufe aus dem Wasser und verringerten so im Darübergleiten den Wasserwiderstand erheblich.
So konnten bei einzelnen Typen Geschwindigkeiten von um 50 kn erreicht werden, allerdings gelang dies nur bei ruhiger See. Bei Wellengang ließ ihre Einsatzfähigkeit stark nach.
Die von Vosper und BPB unabhängig voneinander entwickelten Boote waren flach und relativ breit und mit wenigen Ausnahmen im inneren Aufbau ähnlich, wobei die Konstruktion je nach Größe der Boote und Hersteller in Details variierte.
Hier das Beispiel eines 70-ft-Vosper-Bootes:
Die Vosper-70-ft-Boote hatten einen Eichenkiel, auf den 67 Spanten aus Birkenholz oder Mahagoni aufgesetzt und mit Streben verbunden waren. Im Knickbereich verlief eine umlaufende Eichenholzverstärkung. Vier verstärkte Spanten durchzogen als wasserdichte Schotten aus Sperrholz die Boote und unterteilten sie so in fünf Abteilungen. Die vorderen beiden dienten als Mannschaftsquartiere, dann folgten die Abteilungen für die Haupttreibstofftanks, den Motorraum und ganz im Heck für weitere Tanks und die Ruderanlage. Nur zwischen den beiden vorderen Abteilungen bestand unter Deck eine Verbindung. Der Unterwasserrumpf wurde mit drei Lagen Mahagoni-Karweel versehen, wobei die beiden inneren Lagen diagonal um 90° versetzt verliefen. Zwischen den Holzlagen war imprägniertes Baumwollgewebe verklebt. Im Überwasserbereich fiel eine der Diagonallagen weg. Die Motoren ruhten auf verzinkten Stahlträgern, die das Gewicht auf eine größere Zahl von Spanten verteilten.
Die Nachkriegsboote wichen insofern von der Konstruktionsweise ab, als die Gay-Klasse zu wesentlichen Teilen aus Sperrholz, die Dark-Klasse und einige der Experimentalboote mit Leichtmetallspanten gebaut wurden, einzelne Boote auch ganz aus Leichtmetall.

### Antrieb
Als zu Beginn des Zweiten Weltkrieges die Produktion hochgefahren wurde, stellte in Großbritannien nur Thornycroft geeignete Motoren für den Einsatz auf den Booten her, die allerdings nur 650 PS leisteten, so dass in größeren Booten davon vier Motoren verbaut werden mussten, von denen jeweils zwei eine Welle antrieben.
Die Konkurrenten mussten nach Alternativen suchen, dabei kamen zunächst noch Motoren von Napier und Isotta Fraschini zum Einsatz. Die britischen Motoren waren aber nur in geringer Stückzahl verfügbar und dabei relativ leistungsschwach. Auf einem Boot kamen zwar Rolls-Royce-Merlin-Motoren zur Erprobung, durch den enormen Bedarf der RAF stand dieser Motor aber für den Einsatz auf MTB nicht weiter zur Verfügung. Die hervorragenden italienischen Motoren waren nach dem Kriegseintritt Italiens 1940 natürlich nicht mehr verfügbar, darum wurden bald Motoren aus US-Produktion beschafft. Zunächst Motoren von Sterling Admiral und Hall-Scott, letztere mit nur 650 PS (später auch 900 PS), die aber bei relativ hohem Gewicht nicht die notwendige Leistung bereitstellten, um die gewünschten Fahrleistungen von um 40 kn zu erreichen.
Zunächst von BPB kamen dann für den maritimen Einsatz adaptierte Flugmotoren der US-Firma Packard zum Einsatz. Diese lieferten zunächst jeweils 1200 PS, Nachfolgemodelle bis zu 1500 PS. Auch diese Motoren waren groß und schwer und erforderten eine Vergrößerung der Boote, die Mehrleistung der Motoren glich dies jedoch aus und vor allem konnte Packard die notwendige Stückzahl liefern. Diese Motoren stellten darum im weiteren Verlauf zunehmend die Standardmotorisierung auch anderer Werften dar.
Die 4M-2500-Motoren von Packard waren Zwölfzylinder-V-Motoren mit 60° Bankwinkel und hatten 40,8 Liter Hubraum, Radialverdichter mit Ladeluftkühlung, vier Ventile pro Zylinder und Doppelzündung. Die Motoren hatten einen enormen Verbrauch an Flugbenzin mit 100 Oktan, so dass die Boote trotz der oft über 10.000 Liter Tankkapazität selbst bei 20 kn nur eine Reichweite von gut 400 sm (≈740 km) hatten. (Zum Vergleich: die deutschen Schnellboote dieser Zeit konnten bei 30 kn etwa 700 sm (≈1 300 km) weit kommen.)
In der Standardausführung mit drei Motoren und drei Wellen wurden der mittlere Motor und der zusätzliche Schleichfahrtmotor hinter den beiden äußeren Motoren gegen die Fahrtrichtung eingebaut und über ein Getriebe auf die mittlere Schraubenwelle umgelenkt. Der Schleichfahrtmotor verlieh den Booten eine Geschwindigkeit von 6 bis 8 kn. Dabei handelte es sich oft um einen Ford-V8-Motor. Der Wechsel der Motoren, wenn aus der Lauerstellung heraus der Schleichfahrtmotor aus- und der mittlere Hauptmotor auf das Getriebe eingekuppelt wurde, war ein nicht unproblematischer Prozess.
Die Lenkung erfolgte über je nach Anzahl der Wellen zwei oder drei Spatenruder, die im Strom der Propeller hingen.
In den beiden Nachkriegsklassen kamen zum einen die bewährten Packardmotoren zum Einsatz, zum anderen, in der Dark-Klasse, zwei Napier-Deltic-Dieselmotoren mit jeweils 2500 PS. Diese verliehen den Booten Geschwindigkeiten von bis zu 47 kn.

### Bewaffnung
Die Hauptwaffe der MTB waren Torpedos. Aufgrund der geringen Größe der Boote stattete man die CMB und ersten MTB von BPB mit leichten 18-inch-Torpedos Mark VIII aus, die ursprünglich für den Abwurf durch Flugzeuge gedacht waren. Später kamen 18-inch-Torpedos zum Teil noch wegen Engpässen in der Versorgung mit 21-inch-Torpedos und auf MTB zur Verwendung, die durch Umrüstung aus MGB entstanden. Bei den MGB wurde dazu zwar die Kanonenbewaffnung reduziert, es blieb aber trotzdem weniger Spielraum für die Zuladung der Torpedos. Auch einige Fairmiles erhielten 18-inch-Torpedorohre, um sie mit vier Stück davon ausstatten zu können.

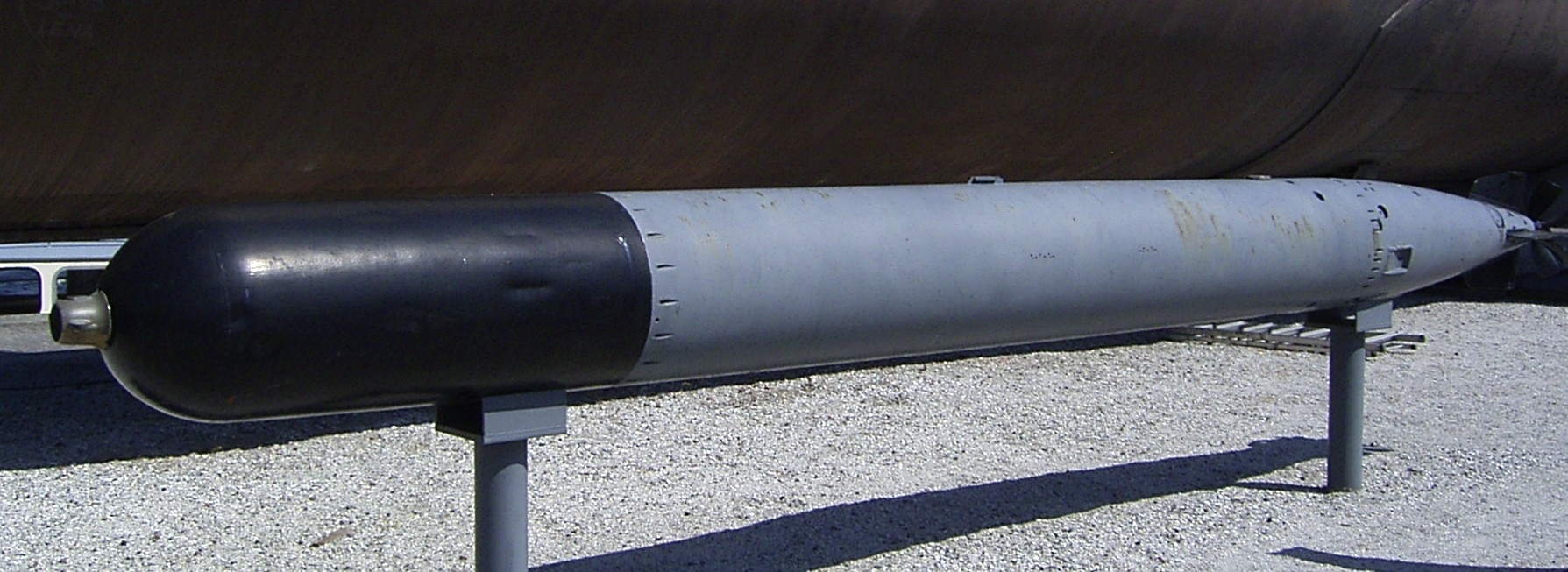
Britischer 21-inch-Torpedo

Die überwiegende Zahl der MTB führte aber die wesentlich wirkungsvolleren 21-inch-Torpedos mit. Außer den genannten Fairmile 'D' MGB/MTB, hatten alle britische MTB des Zweiten Weltkrieges zwei Torpedos geladen.

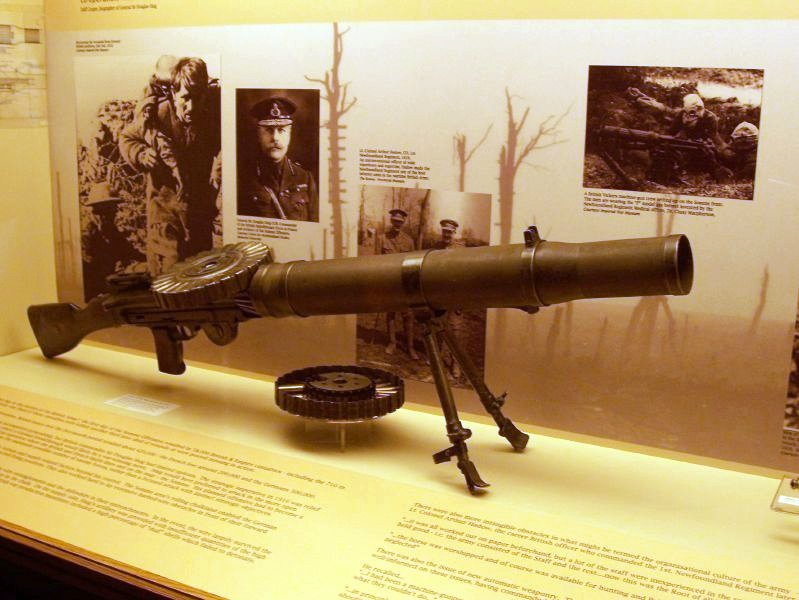
Lewis Gun mit Infanterielafette

Bei den CMB lagen die 18-inch-Torpedos mittig hinter dem Fahrstand in Fahrtrichtung auf Schienen in einer Wanne, aus der sie von einer Kordittreibladung über eine Schubstange mit dem Schwanz voraus nach hinten abgestoßen und durch eine Reißleine nach dem Überbordgehen gestartet wurden. Das bedeutete, dass die Boote nach dem Abwurf sofort mit Höchstgeschwindigkeit scharf aus der Bahn der Torpedos herausfahren mussten, die nun hinter ihnen herliefen. Die MTB hatten dagegen Torpedorohre seitlich an Deck neben oder kurz hinter den Brückenaufbauten montiert. Diese warfen zum Teil die Torpedos parallel zur Fahrtrichtung aus oder waren in Winkeln von 7,5° bis 10° zur Fahrtrichtung angeordnet. Vor allem frühe Vosper-Boote hatten Einbuchtungen in der Bordwand vor den Torpedorohren, um ein problemloses Freikommen der Torpedos sicherzustellen. Die Torpedorohre warfen die Torpedos mittels einer pyrotechnischen Treibladung aus.
Die sekundäre Bewaffnung der Boote bestand bis 1942 nur aus Maschinengewehren (MG). Dabei handelte es sich auch im Zweiten Weltkrieg noch um Restbestände aus dem Ersten Weltkrieg. Zunächst kamen zwei bis vier 0,303-inch-(7,7-mm)-Lewis-Mark-I-MG zum Einsatz, die man ab 1940 durch das 0,303-inch-Vickers-MG ersetzte. Dazu kamen später 0,5-inch-(12,7-mm)-Vickers-MG. Für letztere wurden auch als einzige geschützte Waffenstände einfache Drehtürme installiert, die aus einem oben offenen Stahlblechzylinder mit aufgesetztem Drehkranz bestanden, in dem sich der Schütze mit Muskelkraft mit den MG herumdrehte. Diese auch mit Doppellafetten bestückten Türme befanden sich meist mittschiffs hinter dem Fahrstand. Weitere übliche Positionen für Rohrwaffen befanden sich auf dem Vordeck und ganz im Heck des Bootes und wurden zum Teil mit textilen Splitterschutzmatratzen umgeben. Zusätzliche MG kamen oft auch in Ständern auf den Torpedorohren oder in seitlich an die Brücke angesetzten Ständen zum Einsatz.

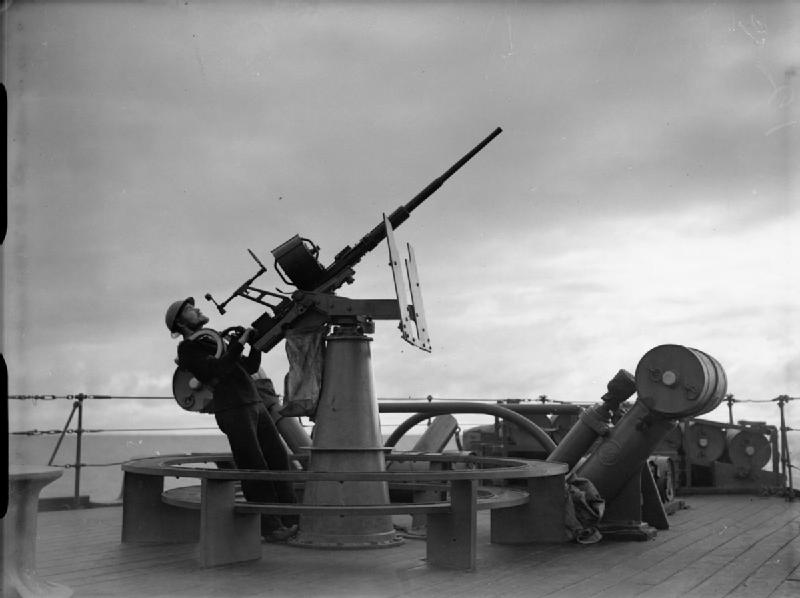
20-mm-Oerlikon mit Schutzblende, wie sie auch auf MTB zum Einsatz kam

Ab 1942 war dann für die Marine die 20-mm-Oerlikon-Flak verfügbar. Die Lafettierung der Waffe wurde immer wieder verändert, etwa um die Höhenrichtbarkeit zu verbessern. Ab 1943 war die 20-mm-Oerlikon als Doppellafette mit Schutzblende von 12 mm Stärke im Einsatz. In dieser Form wurde die Waffe zur üblichen Ausstattung auf MTB. Die hohe theoretische Schussfrequenz von 470 Schuss pro Minute wurde allerdings durch den geringen mitgeführten Munitionsvorrat von nur 480 Schuss pro Rohr (in 60-Schuss-Magazinen) in ihrer Effektivität eingeschränkt.
Je nach Verfügbarkeit erfolgte auch bei einigen Vosper-Booten eine Nachrüstung mit einzelnen 2-Pfünder-(40-mm)-Pom-Poms Mark VIII; außerdem wurden eine Reihe von MGB, die mit dieser Waffe ausgestattet waren, im Laufe des Krieges zu MTB umgerüstet. Einige der von der US Navy übernommenen Boote sowie Lizenzbauten in Kanada hatten ab 1944 auch 40-mm-Bofors-Geschütze an Bord. Kurz vor dem Kriegsende kamen noch einige Boote mit 6-Pfünder-(57-mm)-Geschützen in motorisierten Türmen auf dem Vordeck zum Einsatz.
Die Boote führten meistens zwei, manchmal auch vier 400-lb-(≈181-kg)-Wasserbomben in Abwurfgestellen mit, sowie ein oder zwei 2-inch-Leuchtraketenwerfer. Auf der hinteren Deckskante war ein chemischer Nebelgenerator (CSA-Apparatus) installiert.
Nach dem Krieg wurden als Bewaffnung auch vier Torpedos und überwiegend einzelne 40-mm-Bofors-Geschütze und 20-mm-Oerlikon-Zwillingsgeschütze verwendet.

### Kommunikation und Sensorik
Die Boote waren mit Tast- und Sprechfunkgeräten ausgestattet.
Ab 1940 erhielten erste Boote einfache Radargeräte Typ 286PU, ein vereinfachtes Typ 286 (ex ASV Mk.I). Zunächst hatten die Geräte eine feste Antenne mit einem Suchwinkel von 140 Grad nach vorn, später auch eine drehbare Antenne. Die Beobachtungsreichweite war – auch bedingt durch die niedrige Einbauhöhe – gering (1,25–4,5 Seemeilen bei Schiffen je nach Größe, gut 10 Seemeilen bei Flugzeugen). Das Gerät wurde wegen der begrenzten Reichweite und seiner Ungenauigkeit ab 1941 zunehmend kritisiert. Nachfolger war ab 1942 Typ 291U mit geringfügig besseren Leistungsdaten, vor allem bei der Luftraumüberwachung. Grunddaten: P-Band (214 mc/s), 100 kW Leistung mit 1,1 ms Pulsen, Auflösung 3–5 Grad, Erfassungsreichweite bei Flugzeugen bis 30 Seemeilen, bei Schiffen bis 5,5 Seemeilen). Die Einbauten auf MTB hatten zur Auswertung nur einen A-Scope zur Abbildung der Frequenzmodulation ohne Sweep, keinen eigentlichen Radarschirm, den man typischerweise mit einem PPI (Plan Position Indicator) verbindet.
Etwa gleichzeitig begann der Einbau von ASDIC-Geräten.

### Technische Daten

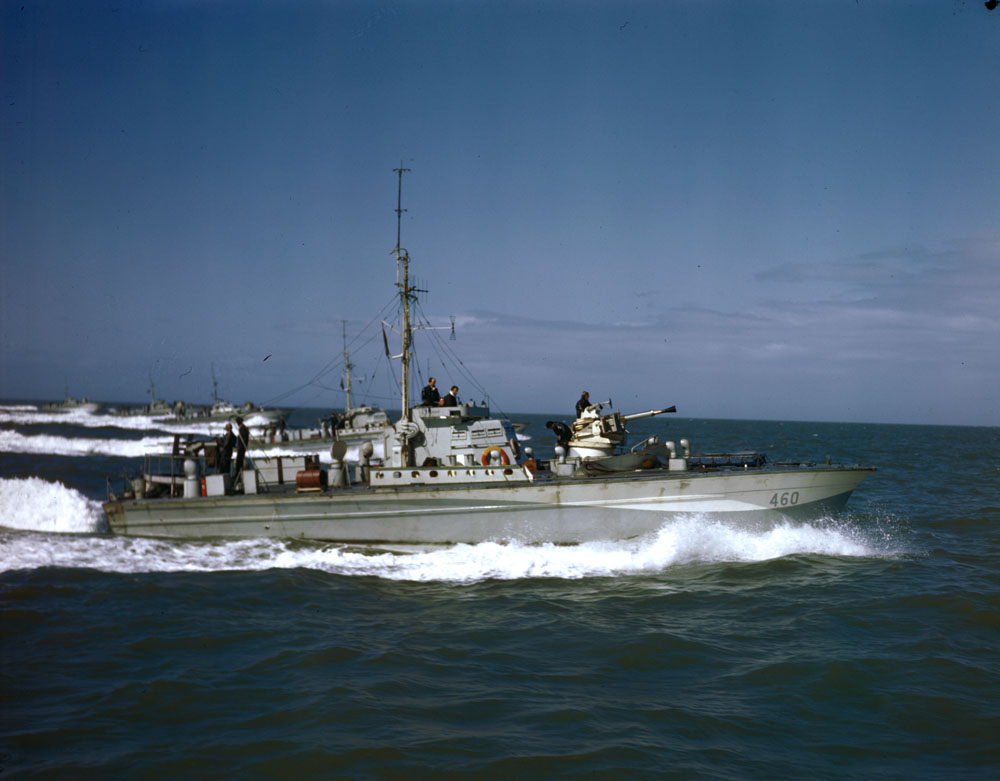
Zum MTB umgerüstetes kanadisches MGB, seitlich des Fahrstandes befinden sich Abwurfgestelle für Torpedos

Die Spezifikationen variieren je nach Hersteller und Typ. Hier wird in Auswahl jeweils der Bootstyp der drei Hauptproduzenten angegeben, der in der größten Stückzahl produziert wurde. Auch innerhalb dieser Klassen gab es je nach Produktionszeitpunkt Veränderungen vor allem in der Bewaffnung und Motorisierung, die nicht wiedergegeben werden, außerdem wurden die Boote nachgerüstet, so dass allgemein die Sekundärbewaffnung gegen Kriegsende erheblich verstärkt wurde. Die BPB-Boote sind hier in ihrer Sekundärbewaffnung außergewöhnlich, weil es sich um umgewidmete MGB handelt.
| Technische Daten       | Technische Daten                                                      | Technische Daten                                                                             | Technische Daten                                                                                      |
|                        | Thornycroft 55 ft (CMB)                                               | Vosper 72 ft                                                                                 | Britisch Power Boat 72 ft                                                                             |
| ---------------------- | --------------------------------------------------------------------- | -------------------------------------------------------------------------------------------- | --- |
| Länge:                 | 55 ft (≈16,76 m)                                                      | 72 ft 6 inch (≈22,1 m)                                                                       | 71 ft 9 inch (≈21,9 m)                                                                                |
| Breite:                | 11 ft (≈3,35 m)                                                       | 19 ft (≈5,8 m)                                                                               | 20 ft (≈6,1 m)                                                                                        |
| Tiefgang:              | 3 ft 6 inch (≈1 m)                                                    | 6 ft 3 inch (≈1,9 m)                                                                         | 5 ft 9 inch (≈1,75 m)                                                                                 |
| Verdrängung:           | 17 tons                                                               | 40 tons                                                                                      | 52 tons                                                                                               |
| Antrieb:               | 2× Thornycroft je 650 PS                                              | 3× Packard je 1200 PS                                                                        | 3× Packard je 1200 PS                                                                                 |
| Höchstgeschwindigkeit: | 38 kn                                                                 | 39 kn                                                                                        | 39 kn                                                                                                 |
| Bewaffnung:            | - 2× 18-inch-Torpedorohr - 2× 0,303-MG-Doppellafette - 2× Wasserbombe | - 2× 21-inch-Torpedorohr - 1× 0,5-inch-MG-Doppeldrehturm - 2× 0,303-inch-MG - 2× Wasserbombe | - 2× 18-inch-Torpedorohr - 1× 6-Pfünder QF - 1× 20-mm-Doppellafette - 2× 0,303-inch-MG-Doppeldrehturm |
| Besatzung:             | 5                                                                     | 13                                                                                           | 15 |

## Verweise